# Progne
Progne is een geslacht van zangvogels uit de familie zwaluwen (Hirundinidae). De soorten uit dit geslacht zijn de grootste zwaluwsoorten en komen allen voor in de Nieuwe Wereld. Ze onderscheiden zich door een brede vleugelbasis, een licht gevorkte staart en een duidelijk naar beneden gerichte bovensnavel. In Noord-Amerika zijn het de enige zwaluwen die een duidelijke seksuele dimorfie vertonen.

## Soorten
Het geslacht kent de volgende soorten:
- Progne chalybea  – Grijsborstpurperzwaluw
- Progne cryptoleuca  – Cubaanse purperzwaluw
- Progne dominicensis  – Caribische purperzwaluw
- Progne elegans  – Patagonische purperzwaluw
- Progne modesta  – Galápagospurperzwaluw
- Progne murphyi  – Peruaanse purperzwaluw
- Progne sinaloae  – Sinaloapurperzwaluw
- Progne subis  – Purperzwaluw
- Progne tapera  – Bruinborstzwaluw